# كينجي جوري
كينجي جوري (بالفرنسية: Kenji Gorré) (29 سبتمبر 1994 بسبايكينيسه في هولندا - ) هو لاعب كرة قدم هولندي يلعب في مركز الجناح يلعب في نادي أم صلال القطري ومنتخب كوراساو.

## روابط خارجية
- كينجي جوري على موقع قاعدة بيانات كرة القدم.إي يو (الإنجليزية)
- كينجي جوري على موقع ناشيونال فوتبول تيمز (الإنجليزية)
- كينجي جوري على موقع Soccerway.com (الإنجليزية)
- كينجي جوري على موقع عالم كرة القدم.نت (الإنجليزية)